# Runa-sagen
I den såkaldte Runa-sag fra 1959 blev en række danske kommunister dømt for spionage til fordel for Østtyskland og Sovjetunionen. Ifølge dommen over de dømte var hovedbagmændene bag spionringen Carl Emanuel Petersen, Georg Anton Hegner og Fritz Christian Nielsen, der alle blev dømt for spionage og for at have bistået en den østtyske og den sovjetiske efterretningstjeneste.
Sagen blev på daværende tidspunkt efterforsket af Politiets Efterretningstjeneste og er derfor detaljeret omtalt i PET-kommissionens beretning fra 2009, hvor det bl.a. fastslås, at danske kommunister havde et tæt samarbejde med de østtyske kommunister og det østtyske kommunistparti SED i 1950'erne og 1960'erne.

## Sagens forløb
Sagen fik sit navn efter Carl Emanuel Petersens skib "Runa", som Petersen havde erhvervet efter afslutningen af 2. verdenskrig. Carl Emanuel Petersen sejlede i 1946/47 ofte til østtyske og polske havne, hvor han skaffede sig kontakter til lokale myndigheder og partifunktionærer, herunder kontakter til de sovjetiske besættelsesmyndigheder. Fra omkring 1952 deltog Carl Emanuel Petersen sammen med DKP-medlemmet Georg Anton Hegner i oprettelsen af en række internationale klubber for vestlige søfolk i østtyske havnebyer. Disse klubber blev anvendt af de sovjetiske efterretningstjeneste til at hverve vestlige søfolk, og Petersen og Hegner rapporterede til en sovjetisk kontrolofficer om den politiske stemning i den danske fagbevægelse. PET var allerede i 1950 blevet gjort opmærksom på, at Carl Emanuel Petersen mødtes med østtyske og sovjetiske  myndighedspersoner under Petersens besøg i Østtyskland, og i 1952 modtog PET fra de danske toldmyndigheder oplysning om, at der var fundet et falsk toldstempel i Hegners søfartsbog. PET begyndte herefter at følge med i Runas sejladser samt Petersen og Hegners forhold. Der blev blandt andet efter dommerkendelse i overensstemmelse med lovgivningen foretaget telefonaflytninger. Carl Emanuel Petersen havde siden 1920'erne haft kommunistiske sympatier, men først i 1953 meldte han sig ind i DKP. PET's undersøgelser af Carl Emanuel Petersen og Georg Anton Hegner førte dog ikke til fremkomsten af afgørende beviser på egentlig ulovlig aktivitet, og sagen lå derfor stille indtil december 1955. 
I december 1955 udviklede sagen sig imidlertid, idet Carl Emanuel Petersen i Travemünde under et klammeri affyrede skud fra en revolver og sårede en skibsmæglerassistent. Petersen blev anholdt af de vesttyske myndigheder, og Runa blev ransaget af de vesttyske myndigheder sammen med to personer fra Forsvarets Efterretningstjeneste. Som følge af ransagningen kom myndighederne i besiddelse af en del belastende materiale, der sammenholdt med en række vidneudsagn fra afhoppere fra DDR første til, at der i december 1957 blev indhentet en dommerkendelse til at åbne post til Carl Emanuel Petersen. I den mellemliggende periode havde gruppens aktiviteter taget til, og Petersen og Hegner havde opnået fast kontakt til en sovjetisk efterretningsofficer, som de forsynede med materiale om danske militære anlæg. Endvidere havde gruppen opnået kontakt til yderligere en person "E", der forsøgtes anvendt som informant vedrørende danske radioanlæg og dansk militær radiokommunikation. "E" optrådte dog i et vist omfang som dobbeltagent, og "E"'s oplysninger førte til, at der blev indhentet dommerkendelser til aflytning af Georg Hegners telefon. Som følge af aflytningerne rettede PET opmærksomheden mod yderligere et medlem af DKP, Fritz Nielsen, der også havde deltaget i en række togter med "Runa". Fritz Nielsen var kendt af kriminalpolitet som følge af en lang række smuglersager, og blev af kriminalpolitiet betegnet som en "fanatisk kommunist". Der blev efter dommerkendelse iværksat telefonaflytning af Fritz Nielsen, og posten blev kontrolleret. 
På trods af den skærpede overvågning intensiverede gruppen sine aktiviteter, og gruppen leverede mod betaling i disse år informationer til de sovjetiske efterretningsofficerer i form af bl.a. oplysninger om danske militære anlæg, kystbefæstninger, egnede landgangssteder ved Falsters kyst, navne på danske officerer m.v. I 1959 forsøgte gruppen at skaffe sig militære oplysninger om Flyvestation Værløse ved at kontakte militærpersonel på flyvestationen, men forsøget slog fejl, da de pågældende kontaktede efterretningstjenesten, der herefter i stedet leverede forholdsvis uinteressante oplysninger til gruppen og foretog båndoptagelser af møderne. Den 20. april 1959 blev der truffet beslutning om anholdelse af gruppens medlemmer, men selve anholdelserne blev først effektueret i juni 1959, formentlig fordi PET ønskede at foretage yderligere efterforskning i sagen. I december 1959 blev der afsagt dom i sagerne mod i alt syv personer, der modtog fængselsdomme på mellem 1½ år og 5 års ubetinget fængsel.